# Edson Albertassi
Edson Albertassi (Castelo, 24 de julho de 1969) é um radialista, empresário e político brasileiro.

## Biografia
Foi criado em Volta Redonda desde criança e é casado com Alice Brizola Albertassi, com quem tem três filhos: Emilly, Isaque e Joaquim. Começou a vida profissional como mascate, vendendo produtos nos bairros de Volta Redonda. Recebeu formação cristã evangélica. É membro da Igreja Assembleia de Deus AD Jardim das Américas, em Volta Redonda, a qual é pastoreada por seu cunhado, Elizeu Brizola, irmão de Alice Brizola e do poeta e radialista Alberto Brizola.
Em 1994 (antes de ingressar na carreira política) adquiriu a 88 FM, transformando-a em uma emissora de programação evangélica. Atualmente encontra-se preso na Cadeia Pública José Frederico Marques, em Benfica.

### Carreira política
Em 1996 foi eleito vereador, sendo o mais votado de Volta Redonda. Eleito deputado estadual em 1998, foi líder do PSB. Reeleito em 2002 e em 2006.[carece de fontes?]
No dia 3 de outubro de 2010 se elegeu novamente como Deputado Estadual pelo Partido do Movimento Democrático Brasileiro no estado do Rio de Janeiro com 83.254 dos votos(1,00%). Durante votação para a nova Mesa Diretora da Alerj no dia 2 de fevereiro de 2011, o deputado Edson Albertassi (PMDB) foi eleito como 1°vice-presidente ao lado do presidente eleito Paulo Melo (PMDB) pelo próximos dois anos.
Em 2014, foi reeleito para a Legislatura 2015-2019, com 61.549 votos.
Em abril de 2015, votou a favor da nomeação de Domingos Brazão para o Tribunal de Contas do Estado do Rio de Janeiro, nomeação que foi muito criticada na época.
No dia 20 de fevereiro de 2017, foi um dos 41 deputados estaduais a votar a favor da privatização da CEDAE. Foi responsável por elaborar o parecer recomendando a aprovação das contas do governador Pezão, contrariando parecer do TCE.
Em Julho de 2017, Edson Albertassi entrou com ações políticas a favor da retomada das obras da Rodovia do Contorno em Volta Redonda, a qual encontrava-se em obras a mais de 20 anos. Assim, Albertassi foi um dos principais fatores para a conclusão da rodovia, que foi inaugurada dia 8 de Dezembro de 2017.
Em novembro de 2017 foi indicado pelo governador Pezão para a vaga do Tribunal de Contas do Estado do Rio de Janeiro, em substituição a Jonas Lopes, aposentado. Recebeu voto favorável de todos os deputados membros da Comissão de Normas Internas e Proposições Externas, responsável por avaliar preliminarmente a discussão, a saber: Dica, Rosenverg Reis, Doutor Deodalto e Milton Rangel.  mas o PSOL questionou na Justiça tal indicação, e o Judiciário concedeu liminar suspendendo a votação na ALERJ para que Albertassi fosse efetivado no tribunal.

## Controvérsias

### Operação Cadeia Velha
No dia 14 de novembro de 2017, Edson Albertassi foi alvo de um mandado de condução coercitiva expedido pelo Tribunal Regional Federal da 2ª Região (TRF-2) no âmbito da Operação Cadeia Velha. O político foi levado coercitivamente para depor na sede da Polícia Federal no Rio de Janeiro, situada no bairro carioca da Saúde. De acordo com as investigações feitas pela força-tarefa da Operação Lava Jato, Albertassi comandava, em conjunto com Jorge Picciani e Paulo Melo, um esquema de distribuição de propinas entre deputados estaduais na Assembleia Legislativa do Estado do Rio de Janeiro (Alerj), conhecido como "Caixinha da Fetranspor", visando votos favoráveis a interesses de empresários ligados à Federação das Empresas de Transportes de Passageiros do Estado do Rio de Janeiro (Fetranspor). A operação também mirou Alice Brizola Albertassi, esposa do político.

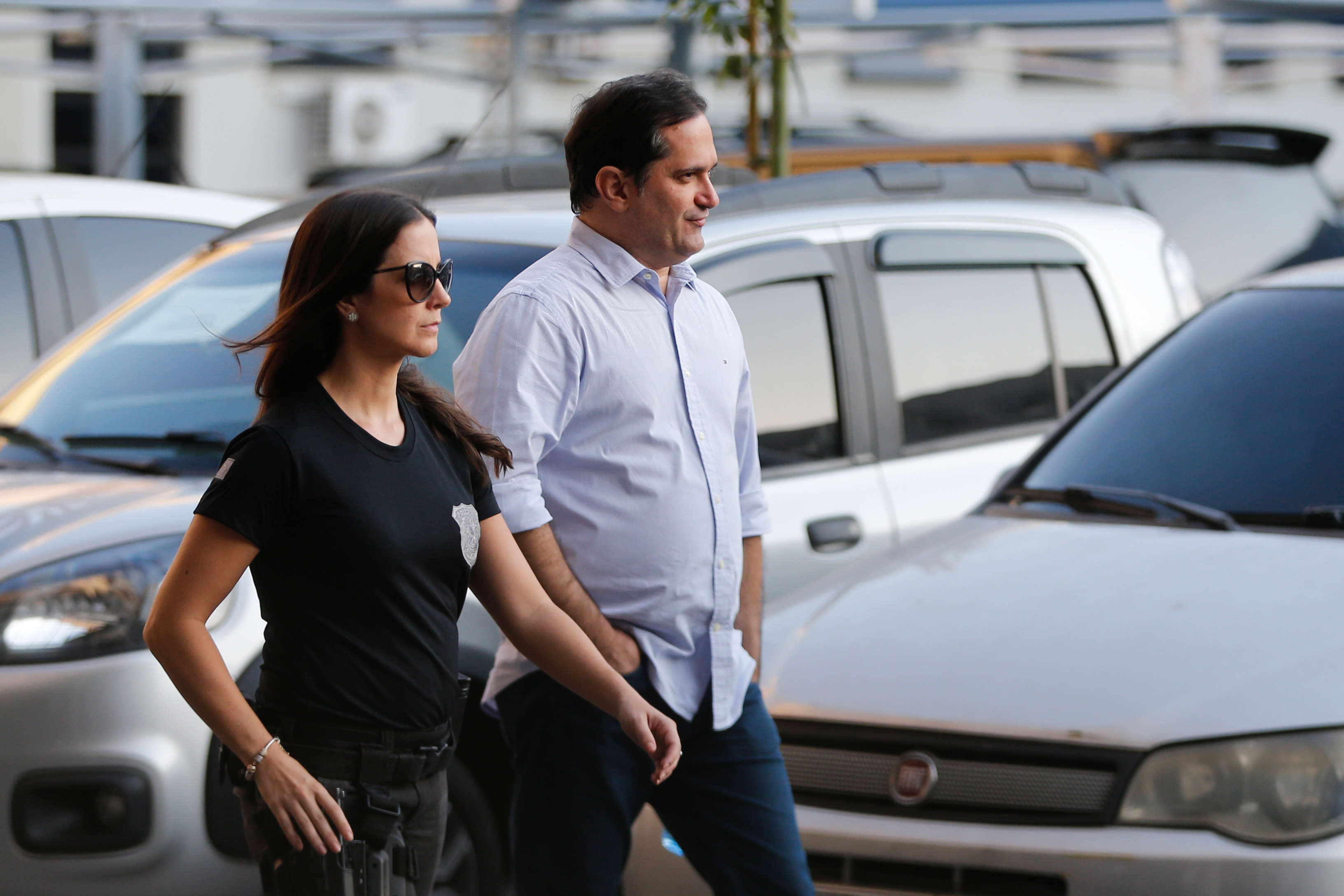
Edson Albertassi ao se entregar à Polícia Federal, em 16 de novembro de 2017.

A prisão preventiva de Edson Albertassi, bem como as de Jorge Picciani e de Paulo Melo, foi decidida por desembargadores federais em seção no Tribunal Regional Federal da 2ª Região (TRF-2) ocorrida em 16 de novembro de 2017. Após a expedição do mandado de prisão, Albertassi entregou-se na sede da Polícia Federal no Rio de Janeiro, sendo posteriormente transferido para a Cadeia Pública José Frederico Marques. No entanto, o político foi solto no dia seguinte após decisão favorável à revogação das prisões preventivas dos deputados estaduais alvos da Operação Cadeia Velha tomada em votação na Assembleia Legislativa do Estado do Rio de Janeiro (Alerj), ocasião em que houvera 39 votos a favor da soltura dos políticos, 19 votos para a manutenção das prisões, 1 abstenção e 11 ausências.
No dia 21 de novembro de 2017, desembargadores do TRF-2 não reconheceram a autoridade da decisão da Assembleia Legislativa e determinaram que Albertassi, Melo e Picciani fossem novamente presos. De acordo com Abel Gomes, relator da ação sobre a Operação Cadeia Velha no TRF-2, a Alerj cometeu duas ilegalidades na sessão do dia 17 de novembro de 2017: uma ao emitir um alvará de soltura para os deputados sem que isso passasse pelo TRF-2; e outra ao ingressar em matéria que não é de sua competência ao deliberar também sobre o afastamento dos deputados quando deveria se pronunciar apenas sobre a prisão. O Grupo de Atribuição Originária Criminal da Procuradoria-Geral de Justiça (GAOCRIM) iniciou duas frentes de investigação, uma para apurar se houve descumprimento de ordem judicial no caso e outra para verificar uma possível prevaricação do diretor da Cadeia Pública José Frederico Marques, responsável pela liberação dos políticos da penitenciária., até hoje, não se provou sequer uma palavra da acusação contra o ex deputado.

### Operação Furna da Onça
No dia 8 de novembro de 2018, um novo mandado de prisão preventiva contra Edson Albertassi foi expedido pelo Tribunal Regional Federal da 2ª Região (TRF-2) no âmbito da Operação Furna da Onça. De acordo com o Ministério Público Federal, o parlamentar recebia mensalmente uma quantia de R$ 80 mil para que votasse na Assembleia Legislativa do Estado do Rio de Janeiro (Alerj) de acordo com os interesses do grupo político comandado pelo ex-governador Sérgio Cabral, tendo recebido ainda um "prêmio" de R$ 1 milhão. Outro alvo da operação foi Shirlei Aparecida Martins Silva, ex-chefe do gabinete de Edson Albertassi na Alerj.
De acordo com o Ministério Público Federal (MPF), Edson Albertassi também tinha influência para nomeações em postos do Detran-RJ situados nos municípios fluminenses de Barra Mansa e de Volta Redonda. As nomeações feitas pelo parlamentar eram para chefes de unidades, responsáveis pelas vistorias, e para assistentes. Os funcionários indicados para os postos também atuavam em campanhas políticas do político, garantindo-lhe votações expressivas em suas regiões de influência para nomeações. A disponibilização de cargos, tanto para Edson Albertassi quanto para outros deputados estaduais, era feita em troca de votos favoráveis na Assembleia Legislativa do Estado do Rio de Janeiro (Alerj) aos projetos de interesse do Grupo Facility/Prol, vencedor dos contratos para fornecimento de mão de obra nos postos do Detran-RJ, cujo proprietário era o empresário Arthur César Soares na época em que Sérgio Cabral era governador do Rio de Janeiro.